# Адам Опел
Адам Опел (на немски: Adam Opel) е германски предприемач и основател на немската фирма за производство на автомобили Опел.
Адам Опел започва своята кариера първоначално в работилницата на баща си. Там са и неговите братя Георг и Вилхелм Опел. През годините си на странстване той заминава за Париж и постъпва на работа във фабрика за шевни машини. Отново в своя роден град той основава 1862 г. собствена фабрика за производство на шевни машини (18 000 броя за година) и така полага основите на фирмата Опел.
1868 г. Адам Опел се жени за Софи Шелер, дъщеря на производители. 1886 г. Опел включва в производството и велосипеди. Фирмата Опел бързо става най-големият производител на велосипеди в Германия.
След смъртта на Адам Опел 1895 г. (вследствие на заболяване от тиф) Софи Опел и петимата ѝ синове Карл, Вилхелм, Хайнрих, Фридрих и Лудвиг поемат управлението на фирмата.
Три години по-късно (1898) семейство Опел започва да се занимава с автомобилна индустрия.

## Друго
Малко преди да настъпи смъртта му, когато погледнал автомобила, Адам Опел казал: „От тази смърдяща кутия няма да излезе нищо повече от играчка за милионери, които не знаят как да похарчат парите си“.